# State of Mind
State of Mind es un álbum de 1996 lanzado por la banda de Rock progresivo y Heavy metal Psycho Motel, liderada por el guitarrista Adrian Smith, miembro de Iron Maiden. Este álbum fue su debut, con Hans-Olav Solli como vocalista, quien perteneció a la banda 21 Guns. 

## Lista de canciones
| N.º   | Título                              | Duración |  |
| 1.    | «Sins Of Your Father" (Smith)»      | 4:45     |  |
| 2.    | «World's On Fire (Smith)»           | 4:12     |  |
| 3.    | «Psycho Motel (Smith)»              | 4:54     |  |
| 4.    | «Western Shore (Smith/Solli)»       | 4:46     |  |
| 5.    | «Rage (Lagnefors/Smith/Solli)»      | 3:13     |  |
| 6.    | «Killing Time (Smith)»              | 4:46     |  |
| 7.    | «Time Is A Hunter (Smith)»          | 5:31     |  |
| 8.    | «Money To Burn" (Lagnefors/Smith)»  | 4:07     |  |
| 9.    | «City Of Light (Smith)»             | 4:22     |  |
| 10.   | «Excuse Me (Lagnefors/Smith/Solli)» | 5:17     |  |
| 40:16 |                                     |          |  |

## Personal
- Adrian Smith - (Guitarra, coros)
- Hans-Olav Solli - (Voz)
- Gary Leideman - (Bajo)
- Mike Sturgis - (Batería)
- Cynthia Fleming - (Violín - canción 4)
- Vincent Gerrin - (Chelo - canciones 3 y 4)